# Добрушская партизанская бригада имени И. В. Сталина
Добрушская партизанская бригада имени И. В. Сталина — партизанская бригада, созданная в июле 1943 года на базе партизанского отряда имени В. М. Молотова (организована в мае 1943). Действовала на территории Добрушского, Ветковского, Тереховского районов. 27 сентября 1943 года бригада (771 партизан, два отряда) соединилась с Красной Армией. Командиру диверсионной группы отряда имени В. М. Молотова Фёдору Яковлевичу Кухареву присвоено звание Героя Советского Союза.

## Состав
- Партизанский отряд имени В. М. Молотова
- Партизанский отряд имени С. М. Буденного

## Командование

### Командир
- Иван Павлович Кривенченко (июль — сентябрь 1943).

### Комиссар
- Иван Михайлович Гатальский (июль — сентябрь 1943).

### Начальник штаба
- Пётр Фёдорович Захаров (июль — сентябрь 1943).

## История
Партизаны проводили диверсии на железных дорогах Гомель — Брянск, Гомель — Жлобин, Гомель — Бахмач. В августе и сентябре 1943 года участвовали в боях за содержание партизанской зоны и выход из окружения во время карательных операций. В сентябре 1943 года вместе с частями Красной Армии участвовали в освобождении Добрушского района.

## Память
В 1977 году в деревне Хорошевка и в 1980 году в посёлке Уборок Добрушкого района в честь бригады установлены стелы.